# Ålekiste
En ålekiste er et redskab til fangst af ål. Den benyttes både i mindre vandløb eller bække i en meget primitiv form som en kasse, stillet på tværs i løbet, hvori ålen under sin vandring opfanges, og i de større åløb, hvor de i reglen anbringes ved møller eller fabrikker på sådanne steder, hvor der er større vandkraft end den, der benyttes til driften af fabrikken. Her er da sluser anbragte tværs over løbet, og når disse åbnes (mere eller mindre efter forholdene), styrter vandet igennem dem ud i et kasseformet rum med plankelagt gulv og foran et gitterværk af træ. I gulvet er en firkantet åbning, der fører ned til en gennemhullet fangstkasse, som optager den fisk, navnlig ål, som følger med vandet gennem de åbne sluser.
Ålekistevej i København har navn efter dette fiskeredskab.